# Haffensche Landwehr–Sonsfeldsche Weiden
Haffensche Landwehr-Sonsfeldsche Weiden ist seit dem Jahr 2010 ein knapp 160 ha umfassendes Naturschutzgebiet auf dem Gebiet der Stadt Rees im Ortsteil Haffen.

## Geographie
Das Gebiet befindet sich östlich von Rees und umfasst verschiedene Abgrabungsgewässer in unterschiedlichen Entwicklungsstadien, das angrenzende Grünlandgebiet „Sonsfeldsche Weiden“ sowie die Haffensche Landwehr, einen Wassergraben, der den Reeser Altrhein mit dem Hagener Meer verbindet und einen wichtigen Vernetzungscharakter aufweist. Der Uferbereich ist mit Gehölzen bewachsen und mit seiner artenreichen Wasser- und Ufervegetation bietet er seltenen Fisch- und Großmuschelarten einen Lebensraum.
Die Feuchtwiesen des Grünlandes werden von zahlreichen flachen Gräben durchzogen und im Winter von arktischen Wildgänsen wie Bläss- und Waldsaatgans als Futterplätze genutzt.
Das Reeser Meer Nord ist das älteste Abgrabungsgewässer und ein wichtiger Rast- und Brutplatz für Enten und Gänse. Auf dem östlich gelegenen Biotopsee brüten Flussseeschwalben auf ausgebrachten Nisthilfen. Das jüngste Abgrabungsgewässer ist das Reeser Meer Süd mit z. T. noch vegetationslosen Uferbereichen. Durch die Auskiesungsarbeiten sind flachsandige Bereiche und Landzungen entstanden, die z. B. Flussregenpfeifer und Kiebitz Nahrung bieten. Neben unterschiedlichen Enten- und Gänsearten können hier auch Fluss-, Ufer- und sogar Trauerseeschwalben beobachtet werden.
Im Bereich des Abgrabungskomplexes Reeser Meer hat sich außerdem auch der Biber angesiedelt.